# Hiéroglyphe égyptien G18
Pour les articles homonymes, voir Chouette (homonymie).
Les deux chouettes en hiéroglyphes égyptiens sont classifiées dans la section G « Oiseaux » de la liste de Gardiner ; cet hiéroglyphe y est noté G18.

## Représentation
Il représente la combinaison en monogramme de deux chouettes accolées qui selon les époques ou les représentations sont des effraies des clochers (Tyto alba) ou bien des grands-ducs du désert (Bubo ascalaphus) (notamment en hiératique) de profil mais regardant le lecteur, soulignant la capacité de rotation de la tête de l'animal. Il est translittéré mm.

## Utilisation
C'est un phonogramme bilitère de valeur mm.
| i | m |

| i | m |

| G17 |

| G17 |